# 丸い太陽 -winter ver.-
「丸い太陽 -winter ver.-」（まるいたいよう ウィンター バージョン）は、太陽とシスコムーンの6枚目のシングル。

## 概要
「新たなる太陽とシスコムーンを見せる」という名目で、「3人の太陽とシスコムーン」による歌として発売された。離脱メンバーを決める学園祭ライブが福島女子短期大学で開催され、結果小湊美和の離脱が決定した。結果的に太陽とシスコムーン名義の最後のシングルとなった。
これまで太陽とシスコムーンの楽曲のレコーディングは1人ごとに行われていたが、本楽曲では3人一緒にユニゾンで行われた。
TBS系アニメ「魔術士オーフェンRevenge」後期オープニングテーマ。
翌年発表されたコンピレーションアルバム「プッチベスト～黄青あか～」に「丸い太陽」（4人Ver.）として収録（T&Cボンバー名義）されている。

## 収録曲
全作詞・作曲：つんく
1. 丸い太陽 -winter ver.-
編曲：小西貴雄・下町兄弟
2. Magic of Love (T.Y.P remix)
リミックス：T.Y.P.
3. Magic of Love (Masters of funk remix)
リミックス：CPM MARVIN for Masters of funk Entertainment/ARTIMAGE INC.
4. 丸い太陽 -winter ver.- (Instrumental)

## 参加ミュージシャン
丸い太陽 -winter ver.-
- プログラミング：小西貴雄・下町兄弟
- マニピュレータ：勝浦剛
- トークボックス：Como-Lee
- ターンテーブル：DJ COUNTRY
- バックグラウンドボーカル：太陽とシスコムーン・つんく

Magic of Love (T.Y.P remix)
- ダブオペレーション：大西慶明
- ベース：ナスノミツル

Magic of Love (Masters of funk remix)
- キーボード：Nobu-K

## カバー
- カントリー娘。に紺野と藤本（モーニング娘。） - シングル「先輩 〜LOVE AGAIN〜」（2003年11月12日発売）に収録。
- Berryz工房 - ベストアルバム『完熟Berryz工房 The Final Completion Box』（2015年1月21日発売）の通常盤DISC6に収録。